# يوليوس سوبيز
يوليوس سوبيز (١٧٥٤ - ٢٥أغسطس١٧٩٨) كان رجلا من أصل أفريقي كاريبي مستعبدا سابقا وفوب معروفا في أواخر القرن الثامن عشر في بريطانيا. يعد التصوير الساخر لسوبيز "معكرونة مونجو" من بقايا التقاطع بين العرق والطبقة والجنس في لندن في القرن الثامن عشر. سمحت له حياته الفاخرة كرجل حر ملون بالتفوق في أنشطة النخبة مثل المبارزة وجعلته سيئ السمعة في المشهد الاجتماعي في لندن كاستثناء للأعراف

## سيرة
ولد سوبيز في جزيرة سانت كيتس في منطقة البحر الكاريبي وهو ابن امرأة جامايكية مستعبدة، اشتراه قبطان البحرية الملكية ستير دوغلاس واقتيد إلى إنجلترا مستعبدًا وهو العشرة من عمره واُطلق عليه اسم عطيل. في عام ١٨٦٤تم إعطاؤه إلى دوقة كوينزبيري كاثرين دوغلاس وهي قريبة الكابتن دوغلاس التي اعتقته فيما بعد. أعيدت تسميته على اسم الدوقة الفرنسية شارل دي روهان، منحت سوبيز حياة كريمة وعاملته كما لو كان ابنها، كما كان محظوظاً كونها زوجة دوق كوينزبيري تشارلز دوغلاس
تدرب سوبيز على يد دومينيكو أنجيلو (الذي رافقه سوبيز بانتظام كمرشد لإيتون وندسور) وأصبح بارعاً في ركوب الخيل والمبارزة للدوقة. أصبح أحد معارفه المشهورين بين النبلاء الشباب وارتقى كشخصية في الدوائر الاجتماعية للطبقة العليا، كما أصبح عضوا في العديد من النوادي العصرية مثل نادي البيت القش. سمحت الحظوة الشخصية للدوقة ورعايتها لسوبيز بأسلوب حياة من التنشئة الاجتماعية والأزياء. كان يصف نفسه أحيانا بأنه "الأمير آنا آنا مابوي"أو "الأمير الأسود" مدعيًا أنه من الملوك الأفارقة. ترددت شائعات بأن علاقته مع الدوقة تطورت إلى علاقة جنسية.
في الرسائل التي تم جمعها من العبد المحرر الشهير إغناطيوس سانشو وهي الرسالة الثالثة عشرة (بتاريخ ١١أكتوبر١٧٧٢) موجهة إلى سوبيز الذي يشجعه سانشو على اعتبار موقعه المحظوظ كشخص أسود متميز بشكل غير عادي وبالتالي يعيش حياة أكثر رفاهية على ما يبدو، فر سوبيز من بريطانيا إلى الهند في ١٥يوليو ١٧٧٧ وتتنازع الروايات التاريخية حول ما إذا كان قد تم إرساله بعيدا لمجرد تعديل سلوكه او للتهرب من اتهام الاغتصاب من خادمة الدوقة، ثم توفيت الدوقة بعد يومين من رحيله. أسس في الهند مدرسة للمبارزة وركوب الخيل في كلكتا في البنغال التي أعلن عنها على أنها مفتوحة للطلاب والطالبات. سقط سوبيز أثناء ركوبه على الخيل مما أدى إلى وفاته في ٢٥أغسطس ١٧٩٨، كان أبا لطفلين معروفين وهما ماري وويليام سوبيز ولكن لم يذكر اسم الأم.

## تصوير كاريكاتوري
أصبح سوبيز بارزا اجتماعيا بما يكفي ليصبح موضوعا للعديد من الرسوم الكاريكاتورية، من الجدير بالذكر أن سوبيز ينسب إلى ملهم معكرونة مونغو (نشرت في ١٠سبتمبر١٧٧٢) وهي جزء من سلسلة ساخرة شهيرة من الرسوم ١٧٧١-١٧٧٣ تصور الشباب العصريين التي نشرها ماثيو وماري دارلي. كان مصطلح "المعكرونة" اسما معاصرا لشاب عصري مدهش بينما كان "مونجو" اسما لعبد رسمي من الأوبرا الهزلية The Padlock لعام ١٧٦٩لإسحاق بيكرستاف. في السياقات السابقة كان استخدام مصطلح "mungo" يستهدف في كثير من الأحيان العبيد الفاخرين وهو تطبيق من الشخصية لأولئك الذين يعاملون مسرحيا مثل النخبة، كان القصد من تطبيق اللقب على سوبيز مع "المعكرونة" هو السخرية من الهوية التي افترضها لنفسه.
تظهر طبعة ويليام أوستن الساخرة المعروفة دوقة كوينزبري وسوبيز (نشرت في ١ مايو١٧٧٣) الزوجين منخرطين في مباراة مبارزة. استند نقش أوستن إلى الرسوم التوضيحية للمبارزة التي جمعتها سلالة أنجيلو للمبارزة مع روايات سوبيز من مذكرات هنري أنجلو. سخر أوستن من هذه الروايات بطريقة تتناول سوبيز وعلاقة الدوقة غير المعتادة وتصور سوبيز بدور مونجو الخادم.  يظهر نص سوبيز في المطبوعة وهو يقول: "مونغو هنا، مونغو ديري، مونغو في كل مكان، في الأعلى والأسفل.. هاه! ضريبة على صفيحتك الخاصة بي الآن؟". ظهر هذا العمل تاريخيًا تحت عدة عناوين بما في ذلك "مبارزة دوقة كوينزبري غريبة الأطوار مع تلميذها الكريول سوبيز (خلاف ذلك" مونجو ")" و"دوقة كوينزبيري تلعب في رقائق مع لفافتها المفضلة مونجو بعد إنفاق ما يقرب من ١٠,٠٠٠جنيه إسترليني.

## الفنون والتعليم
في عمله كممثل يقترح أن سوبيز قد شارك في دور عطيل بالإضافة إلى شخصية مونجو من The Padlock وهي شخصيات غالبا ما يلعبها ممثلين بيض في وجه أسود، مع ذلك تأتي مثل هذه التقارير من هيكي البنغال جازيت التي كان من الممكن أن تفترض ذلك بسخرية للسخرية من وضع سوبيز. ارتبط سوبيز بقوة بهذه الشخصيات طوال فترة وجوده في المجال الاجتماعي النخبوي الذي وصفه الآخرون لأنه كان ممثلا أسود، يتخلله تصويره في A Mungo Macaroni.
تلق سوبيز تعليمات حول الإنجازات المتميزة لركوب الخيل والمبارزة التي تم تدريسها من قبل سيد المبارزة دومينيكو أنجيلو أثناء معيشته مع الدوقة دوغلاس. كان معروفا أيضا باسم عازف الكمان الهاوي والمغني والممثل - تم تعليمه الخطابة من قبل الممثل الشهير ديفيد جاريك

## أزياء
تم تشبيه أساليب سوبيز بفوبس أخرى في ذلك الوقت وغالبًا ما تميزت بالتأثير الفرنسي الذي منحه أيضا الاسم نفسه، معكرونة مونجو تصور سوبيز وهي ترتدي قبعة فاخرة وكشكشة وعكازا وسيفا مزخرفا. كان معروفا بارتداء شعر مستعار كبير من البودرة وأقمشة فاخرة مثل الحرير وأنماط مثبتة بإحكام على جسده. يوجد أيضا روايات عن ارتدائه حذاء مرصع بالماس بكعب أحمر. كانت هذه الأساليب تعني أن سوبايس وغيرها من فوبس مرتبطة بالتخنث والإفراط ومدعومة بالرسوم الكاريكاتورية لكن سوبايس افترضت أيضا هوية سوداء فريدة يمكن أن ترتبط بالبذخ.